# Wanted, a Mother

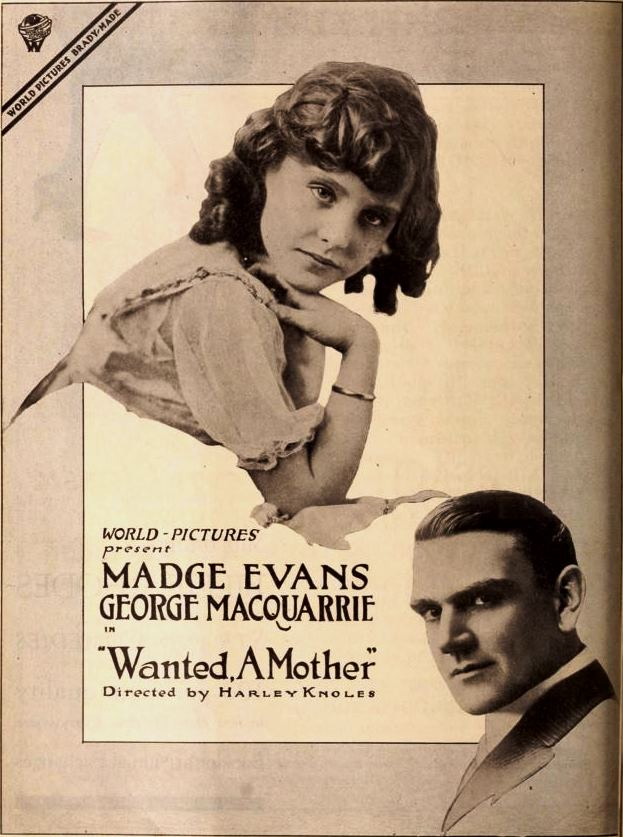
Anunci de la pel·lícula aparegut a Exhibitors Herald.

Wanted, a Mother és una pel·lícula muda de la World Film Company dirigida per Harley Knoles protagonitzada per Madge Evans, George MacQuarrie i Gerda Holmes. La pel·lícula es va estrenar el 18 de març de 1918. Es considera una pel·lícula perduda.

## Argument
Abandonada pel seu pare, un metge molt afectat per la tràgica mort de la seva esposa, la petita Eileen Homer canvia la redacció de l'anunci en que el seu pare sol·licita una governant pel de "Es busca una mare". Un treballador anomenat Giuseppe demana al doctor Homer que operi el seu fill malalt però és massa tard per salvar-li la vida, Giuseppe enfadat ataca el metge. Eileen coneix una amiga del seu pare, la doctora Thelma Winter, i aquella nit, mentre somia que la doctora Winter s'ha convertit en una fada, camina sonàmbula fins a la vora d'un llac. Giuseppe que deambula de nit per culpa del dol, rescata la noia que és a punt d'ofegar-se i la porta a casa seva pensant que és un regal del cel per omplir el buit deixat per la pèrdua del seu fill. En intentar tornar a casa, Eileen cau de l'escala d'emergència i és portada a l'hospital on treballa el pare. Allà la doctora Winter aconsegueix que es recuperi. El doctor Homer s'acaba casant amb la doctora Winter i esdevé un pare molt més dedicat a la seva filla. Giuseppe es converteix en jardiner de la família i així pot estar a prop de la noia.

## Repartiment
- Madge Evans (Eileen Homer)
- George MacQuarrie (Dr. Homer)
- Gerda Holmes (Dr. Thelma Winter)
- Alec B. Francis (Dr. Thayer)
- Lionel Belmore (Giuseppe)
- Tom Evans (fill de Giuseppe)
- Rosina Henley (Marie)
- Harry Bartlett (James)